# Jurnalul unui puști 3. Ultima picătură
Jurnalul unui puști. Ultima picătură (în engleză Diary of a Wimpy Kid: The Last Straw) este un roman scris de autorul și desenatorul american Jeff Kinney, al treilea volum din seria Jurnalul unui puști.

## Rezumat
Frank Heffley, tatăl lui Greg Heffley, îl obligă să meargă la o școală militară pentru a fi un fiu dur.
Însă Greg poate să se sustragă de la orice.
Dar tatăl său îl amenință cu intrarea în armată.
Greg află că trebuie să se îmbărbătească altfel va rămâne un simplu puști.